# Pointe d'Orange
La pointe d'Orange est un cap de Sainte-Lucie situé à Anse-La-Raye.

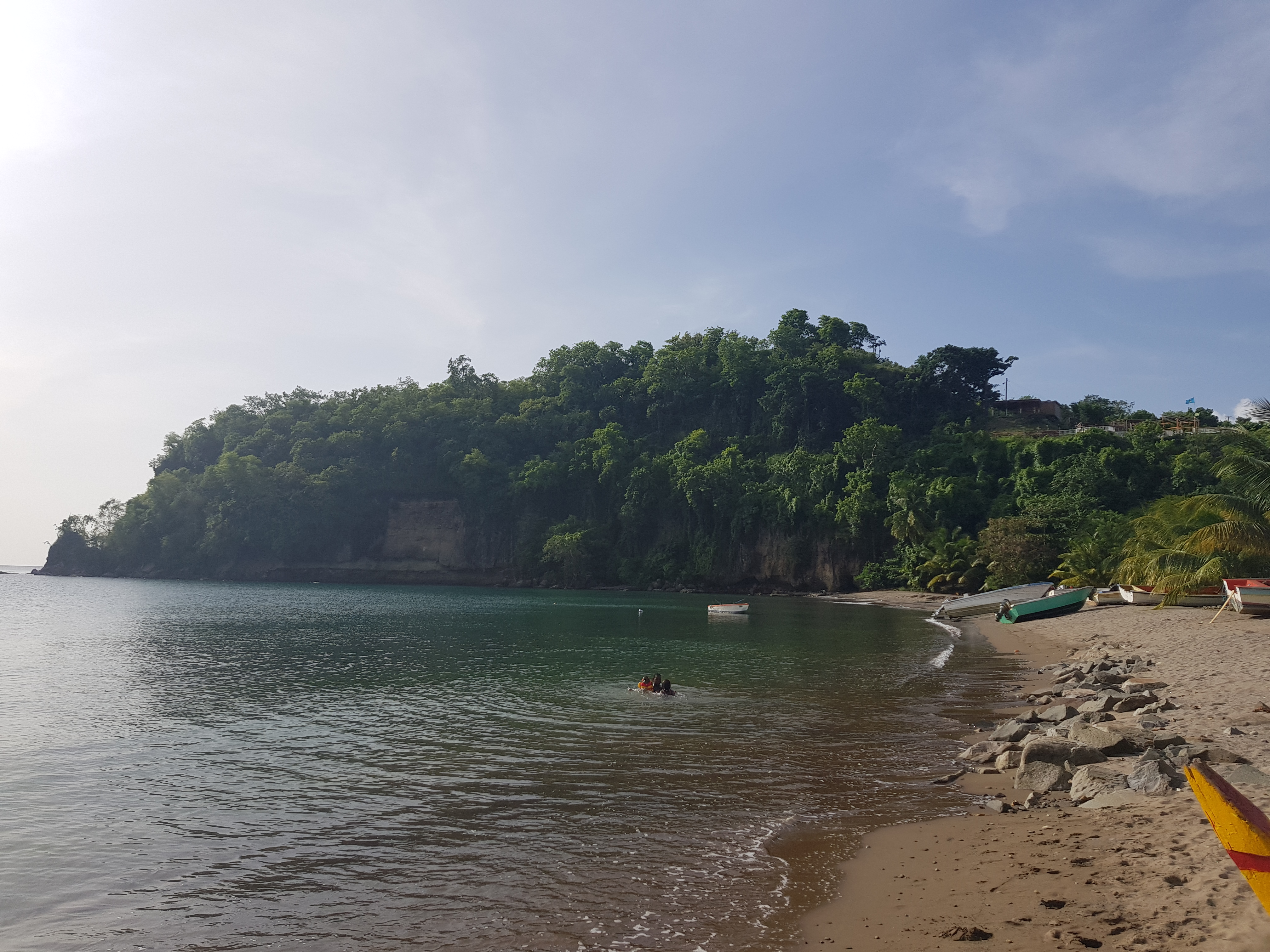
Pointe d'Orange (Anse-La-Raye)